# Campanula witasekiana
Campanula witasekiana là loài thực vật có hoa trong họ Hoa chuông. Loài này được Vierh. mô tả khoa học đầu tiên năm 1906.